# Горно-Оризарі (община Велес)
Го́рно-Ориза́рі (колишнє Горні-Оризарі; мак. Горно Оризари) — село у Північній Македонії, входить до складу общини Велес Вардарського регіону.
Населення — 2262 особи (перепис 2002) в 602 господарствах.